# Pleasures of the Flesh
Pleasures of the Flesh is een album van de thrashmetalband Exodus en kwam op zowel vinyl als op cd uit. Dit was enigszins uniek voor een thrashmetalband omdat in 1987 nog niet iedereen een cd-speler had. Pleasures of the Flesh is het tweede album van Exodus.
Dit is het eerste album met Steve Souza als zanger. Steve Souza zong voor Exodus in de band Legacy, wat later overging in Testament.
Het album bevat veel snelle nummers en sommigen gaan over kannibalisme, parasieten en de dood. Het laatste nummer, "Choose Your Weapon" wordt over het algemeen beschouwd als het meest bekende en het beste nummer van deze cd. Op de voorkant van de hoes zijn de vijf bandleden met vijf doodshoofden te zien, vijf fictieve bandleden en op de achterkant  staat een indiaanse krijger met een speer en de nodige skeletten en botten op de achtergrond. Oorspronkelijk was er een andere (getekende) cdcover gemaakt, die alleen beperkt is uitgegeven (onder andere als picturedisc). Wegens omstandigheden werd de cover vervangen door de hierboven beschreven cover.

## Tracklist
1. Deranged
2. 'Til Death Do Us Part
3. Parasite
4. Brain Dead
5. Faster Than You'll Ever Be
6. Pleasures Of The Flesh
7. 30 Seconds
8. Seeds Of Hate
9. Chemi-kill
10. Choose Your Weapon

## Band
- Tom Hunting - drums
- Rick Hunolt - gitaar
- Rob McKillop - basgitaar
- Gary Holt - gitaar
- Steve Souza - zang
  - Fictieve bandleden op de albumcover (schedels):
- Cousin ZZhoowie
- Uncle Kretchy
- Uncle Lester MMM
- Granny Moses Twoflesh
- Brother Jughead

## Hitlijsten
Album - Billboard (magazine), (Noord-Amerika):
| Jaar | Charts            | Positie |
| ---- | ----------------- | ------- |
| 1988 | The Billboard 200 | 82      |